# Ніколайс Журковс
Ніколайс Журковс (латис. Nikolajs Žurkovs; народився 24 грудня 1990, Рига, Латвія) — латвійський професіональний хокеїст. Амплуа — воротар (лівий хват ключки), виступає в ризькому «Динамо-Юніорс».

## Ігрова кар'єра
Ніколайс Журковс — молодий латвійський воротар, розпочав ігрову кар'єру в 2007—2008 роках в місцевій ризькій команді латвійської ліги. Саме в час латвійського «хокейного буму» (після проведеного в Ризі хокейного чемпіонату світу 2006 року), коли було створено кілька напівпрофесійних клубів й повноцінно заявила про себе хокейна ліга Латвії, тоді й заявили про себе молоді вихованці латвійського хокею. Молодий перспективний воротар дитячо-юнацької команди «СК Саґа» (SK Saga) сподобався ризькому клубу «СК Рига 18» (SK Riga 18).
Наступний сезон юнак зіграв в одній з юнацьких американських ліг. Там йому вдалося якнайкраще себе зарекомендувати. Граючи в команді «Брок Бакс» (Brock Bucks), Ніколайс Журковс здобув найпрестижніші воротарські трофеї тієї юнацької ліги — приз найкращого воротаря „GHML Best Goaltender «Gerry St. Onge Award»“ та участь в першій команді матчу всіх зірок ліги «GMHL All-Star Game». На сезон 2009/2010 років він повернувся до Риги. Будучи запасним (третім) воротарем «Динамо-Юніорс», зумів провести 16 ігор у воротах команди й закінчив сезон із найменшим коефіцієнтом пропущених шайб за гру.
| Науріс Енкузенс | Науріс Енкузенс           | Науріс Енкузенс | Науріс Енкузенс | Науріс Енкузенс | Науріс Енкузенс     |
| Сезон           | Команда                   | Ліга            | Ігри            | Пропущені шайби | В середньому за гру |
| --------------- | ------------------------- | --------------- | --------------- | --------------- | ------------------- |
| 2006/2007       | СК Саґа (SK Saga)         | Латвія          | ???             | ???             | ???                 |
| 2007/2008       | СК Рига 18 (SK Riga 18)   | Латвія          | 14              |                 | 3,7                 |
| 2008/2009       | «Брок Бакс» (Brock Bucks) | GMHL (США)      | 34              |                 | 2,9                 |
| 2009/20010      | Динамо-Юніорс (Рига)      | Екстраліга      | 16              | 46              | 3,47                |